# Openmoko Inc.
Openmoko Inc. è un'azienda fondata nel 2006 con sede a Taipei che sviluppa hardware libero.

## Prodotti

### Neo1973 e Neo FreeRunner
Il primo dispositivo, uno smartphone, funzionante con la piattaforma Openmoko è stato il Neo1973, una versione per sviluppatori, venduta a partire dal 9 luglio 2007 al costo di 300$.
La versione per il mercato di massa, denominata Neo FreeRunner, inizialmente prevista per il rilascio ad ottobre 2007, è stata rimandata fino a giugno 2008 per testing dell'hardware e risolvere i problemi riscontrati.

### WikiReader
Abbandonando il supporto al progetto Neo FreeRunner Openmoko Inc. nel 2009 ha presentato il tanto atteso "plan B", il WikiReader, un lettore con schermo touchscreen offline per Wikipedia.

## Problemi legati alla crisi
Nel 2009 l'azienda ha avuto problemi legati alla crisi, ha licenziato circa metà dei dipendenti e ha cancellato il progetto di GTA03, il successore di Neo FreeRunner.